# .md
.md – domena internetowa przypisana do Mołdawii.